# Enzo Forletta

a Compétitions nationales et continentales officielles uniquement.

b Matchs officiels uniquement.
Dernière mise à jour le 16 novembre 2022.
Enzo Forletta, né le 15 juin 1994 à Perpignan (Pyrénées-Orientales), est un joueur international français de rugby à XV qui évolue au poste de pilier gauche au Montpellier HR.
Avec le Montpellier HR, il remporte le Challenge européen en 2021 et devient champion de France en 2022. 

## Biographie

### Jeunesse et formation
Enzo Forletta naît le 15 juin 1994 à Perpignan. Il commence le rugby en 2004, à l'âge de 10 ans, à l'Étoile sportive catalane, où il reste jusqu'en 2011. Il rejoint ensuite l'USA Perpignan où il fait le reste de sa formation.

### Débuts de carrière à l'USAP (2014-2020)
Le 24 août 2014, à l'occasion de la première journée de Pro D2 de la saison 2014-2015, Enzo Forletta fait ses débuts professionnels avec son club formateur, lorsqu'il entre en seconde période face à Colomiers. Dès sa première saison, il se révèle et devient un joueur important de son équipe, qui vient d'être reléguée en deuxième division. Son entraîneur, Alain Hyardet, lui a fait confiance toute la saison alors qu'il n'avait que 20 ans. Enzo Forletta joue, cette saison, 21 matchs et inscrit un essai,.
À partir de cette saison, il va s'installer au poste de pilier gauche et devenir un joueur très important de l'effectif catalan. Il est notamment l'un des artisans majeurs du titre de champion de France de Pro D2 en 2018, qui permet à son club de remonter en Top 14. En finale, face à Grenoble, Enzo Forletta est titulaire en première ligne aux côtés de Raphaël Carbou et Alex Brown. L'USAP s'impose 38 à 13. Après cette excellente saison, Enzo Forletta est très courtisé par les clubs de Top 14, notamment l'ASM Clermont. Cependant, il décide de rester dans son club formateur, qui vient de monter en première division, et de prolonger son contrat de trois ans, le liant au club catalan jusqu'en 2022,.
Après ce premier titre, il est sélectionné avec les Baby Barbarians, qui regroupe les meilleurs joueurs français de Pro D2, pour affronter la Géorgie en mai 2018. Dans un match très serré de bout en bout, les Baby Babaas s'inclinent 16 à 15 à Tbilissi.
La saison 2018-2019 est difficile pour l'USAP en Top 14, qui termine à la quatorzième et dernière place du classement. Enzo Forletta réalise tout de même une bonne saison et choisit de rester à Perpignan et donc de jouer en Pro D2 en 2019-2020, malgré plusieurs offrent venant de clubs de Top 14,.
Pour la saison 2019-2020, il est le titulaire indiscutable au poste de pilier gauche, et sa doublure est Quentin Walcker. À la fin de cette saison, Enzo Forletta quitte l'USAP, alors en Pro D2, à 26 ans, pour rejoindre Montpellier en Top 14. Il y signe un contrat de trois ans.

### Transfert à Montpellier et débuts en équipe de France (depuis 2020)
Pour sa première saison dans l'Hérault, en 2020-2021, Enzo Forletta est en concurrence avec Grégory Fichten et Mikheil Nariashvili. Après des débuts compliqués et un temps d'adaptation, il se révèle finalement en seconde partie de saison, notamment durant l'épopée montpelliéraine en Challenge européen, qui voit le MHR atteindre la finale. En finale, contre Leicester, il est titulaire aux côtés de Guilhem Guirado et Mohamed Haouas en première ligne, et remporte ce match 17 à 18. Il s'agit alors de son premier titre avec Montpellier et le deuxième de sa carrière professionnelle.
À l'issue de la saison 2020-2021, il est sélectionné pour la première fois en équipe de France par Fabien Galthié, pour participer à la tournée d'été en Australie, durant laquelle les Français doivent affronter les Australiens à trois reprises. Il connaît sa première cape avec les Bleus le 13 juillet 2021, lors du deuxième match de la tournée, face à l'Australie, lorsqu'il entre en jeu à la place de Jean-Baptiste Gros à la 63e minute de jeu. Lors du troisième test, il est titulaire pour la première fois en bleu, à l'occasion de sa deuxième sélection,,.
Durant la saison 2021-2022, il est le titulaire au poste de pilier gauche, malgré la concurrence de Fichten et Nariashvili. Il réalise une bonne saison avec son club qui termine deuxième de la phase régulière et se qualifie donc pour les demi-finales. Cependant il se blesse après une collision dans un ruck face au Stade rochelais durant le quart de finale de Coupe d'Europe, le rendant ainsi indisponible plusieurs semaines,. Il ne peut donc pas participer à la demi-finale que les Montpelliérains gagnent face à l'Union Bordeaux Bègles, ni à la finale que son club remporte en battant Castres sur le score de 29 à 10. Bien qu'il ne participe pas à la finale de Top 14, il remporte son deuxième titre avec le MHR, après le Challenge européen l'année précédente.
Pour la saison 2022-2023, Enzo Forletta est toujours le numéro un au poste de pilier gauche devant Fichten et Simon-Pierre Chauvac qui vient d'arriver en provenance de Brive.

## Statistiques

### En club
| Saison               | Club                 | Championnat          | Championnat | Championnat | Coupe d'Europe                         | Coupe d'Europe                         | Coupe d'Europe                         |
| Saison               | Club                 | Compétition          | Matchs      | Essais      | Compétition                            | Matchs                                 | Essais                                 |
| -------------------- | -------------------- | -------------------- | ----------- | ----------- | -------------------------------------- | -------------------------------------- | -------------------------------------- |
| 2014-2015            | USA Perpignan        | Pro D2               | 21          | 1           | Pas de qualification en Coupe d'Europe | Pas de qualification en Coupe d'Europe | Pas de qualification en Coupe d'Europe |
| 2015-2016            | USA Perpignan        | Pro D2               | 18          | 1           | Pas de qualification en Coupe d'Europe | Pas de qualification en Coupe d'Europe | Pas de qualification en Coupe d'Europe |
| 2016-2017            | USA Perpignan        | Pro D2               | 30          | -           | Pas de qualification en Coupe d'Europe | Pas de qualification en Coupe d'Europe | Pas de qualification en Coupe d'Europe |
| 2017-2018            | USA Perpignan        | Pro D2               | 28          | 3           | Pas de qualification en Coupe d'Europe | Pas de qualification en Coupe d'Europe | Pas de qualification en Coupe d'Europe |
| 2018-2019            | USA Perpignan        | Top 14               | 23          | 2           | Challenge européen                     | 1                                      | -                                      |
| 2019-2020            | USA Perpignan        | Pro D2               | 21          | -           | Pas de qualification en Coupe d'Europe | Pas de qualification en Coupe d'Europe | Pas de qualification en Coupe d'Europe |
| Total USA Perpignan  | Total USA Perpignan  | Total USA Perpignan  | 141         | 7           | Coupes d'Europe                        | 1                                      | 0                                      |
| 2020-2021            | Montpellier HR       | Top 14               | 18          | 1           | Coupe d'Europe+Challenge européen      | 2+4                                    | -                                      |
| 2021-2022            | Montpellier HR       | Top 14               | 21          | -           | Coupe d'Europe                         | 4                                      | -                                      |
| 2022-2023            | Montpellier HR       | Top 14               | 10          | 1           | Champions Cup                          |                                        |                                        |
| Total Montpellier HR | Total Montpellier HR | Total Montpellier HR | 49          | 2           | Coupes d'Europe                        | 10                                     | 0                                      |
| Total                | Total                | Total                | 190         | 9           | Coupes d'Europe                        | 11                                     | 0                                      |

### Internationales
Au 16 novembre 2022, Enzo Forletta compte deux sélections en équipe de France. Il a pris part à la tournée d'été 2021, en Australie.
| Année | Compétition | Matchs | Points | Essais |
| ----- | ----------- | ------ | ------ | ------ |
| 2021  | Test matchs | 2      | 0      | 0      |
| Total | Total       | 2      | 0      | 0      |

## Palmarès
- USA Perpignan
  - Vainqueur du championnat de France de Pro D2 en 2018

- Montpellier HR
  - Vainqueur du Challenge européen en 2021
  - Vainqueur du Championnat de France en 2022